# Lịch Sinh
Lịch Dị Cơ (chữ Hán: 酈食其, 268 TCN - 204 TCN), thường phiên âm là Lịch Tự Cơ, thường gọi là Lịch Sinh là biện sĩ du thuyết cuối thời nhà Tần và thời Hán Sở trong lịch sử Trung Quốc. Ông theo giúp Lưu Bang đánh đổ sự cai trị của nhà Tần và chống Tây Sở Bá vương Hạng Vũ.

## Thân thế
Lịch Sinh người làng Cao Dương, huyện Trần Lưu. Ông ham đọc sách, nhà nghèo không có nghề gì kiếm ăn nên làm người coi cổng ở làng. Dù ông không có địa vị cao nhưng những người hiền tài trong huyện không ai dám sai bảo coi thường ông. Người trong huyện đều gọi ông là người cuồng.

## Giúp Lưu Bang đánh Tần
Năm 209 TCN, Trần Thắng khởi nghĩa chống lại nhà Tần. Sau khi Trần Thắng chết, Hạng Lương và Lưu Bang hưởng ứng. Các tướng của Trần Thắng và Hạng Lương đi đánh Tần qua làng Cao Dương quê ông mấy chục người. Lịch Dị Cơ hỏi các viên tướng thấy họ đều là những người câu nệ, tự phụ nên ông giấu mình không ra giúp.
Năm 207 TCN, Lưu Bang và Hạng Vũ cầm quân đi đánh Tần. Khi đó Lịch Dị Cơ đã ngoài 60 tuổi. Lưu Bang đi đến ngoài thành Trần Lưu nhưng chưa hạ được thành. Kỵ sĩ ở dưới cờ Lưu Bang tên là Thích là người ở trong làng Lịch Dị Cơ. Lịch Sinh gặp Thích và nhờ tiến cử. Thích nói rằng Lưu Bang không thích nho sĩ và đối xử không tốt, nhưng ông nhất định không nghe. Thích làm theo.
Lưu Bang đến Cao Dương dừng lại ở nhà trạm, sai người mời Lịch Sinh. Lịch Sinh đến yết kiến đúng lúc Bái công đang ngồi xổm trên giường, sai hai người con gái rửa chân. Lịch Sinh vào chỉ vái dài mà không lạy, nói:
Túc hạ muốn giúp Tần đánh chư hầu sao? Hay là muốn cầm đầu chư hầu đánh bại Tần?
Lưu Bang nổi giận nói:
Thằng khốn nạn! Thiên hạ đều khổ cực vì nhà Tần đã lâu rồi, cho nên chư hầu mới kéo nhau đi đánh Tần. Sao mày lại bảo tao giúp Tần đánh chư hầu?
Lịch Sinh nói:
Nếu túc hạ thật tình muốn họp bè đảng, tập hợp nghĩa binh giết nhà Tần vô đạo thì không nên ngồi xổm mà tiếp bậc trưởng giả.
Lưu Bang bèn thôi không rửa chân, đứng dậy, sửa áo, mời Lịch Sinh ngồi ghế trên, xin lỗi và hỏi kế hạ thành Trần Lưu. Ông nói:
Túc hạ cầm toán quân ô hợp thu một đạo binh tán loạn không đầy một vạn người mà muốn đánh thẳng vào nước Tần mạnh, đó là cái người ta nói "Sờ vào miệng hổ" đấy. Trần Lưu là nơi then chốt của thiên hạ, giao thông với bốn phía, không có gì hiểm trở, trong lúc này trong thành lại chứa nhiều thóc. Thần quen quan lệnh ở đấy, xin được phép bảo ông ta đầu hàng túc hạ. Nếu ông ta không nghe, túc hạ đem binh đánh, tôi sẽ làm nội ứng.
Lưu Bang bèn sai ông đi thuyết phục tướng giữ thành, còn mình đem quân theo. Tướng nhà Tần nghe theo lời thuyết của Lịch Dị Cơ, đầu hàng Lưu Bang, nhờ vậy Lưu Bang lấy được thóc lúa của nhà Tần để lại. Lưu Bang bèn phong Lịch Dị Cơ làm Quảng Dã quân.
Ông tiến cử em là Lịch Thương với Lưu Bang, được Lưu Bang cho làm tướng cùng đi đánh Tần.

## Bàn kế chống Sở
Nhà Tần mất, Hán vương Lưu Bang và Sở Bá vương Hạng Vũ cùng tranh giành thiên hạ.
Năm 204 TCN, Hạng Vũ vây đánh Lưu Bang ở Vinh Dương rất dữ. Lưu Bang lo lắng, cùng Lịch Dị Cơ bàn cách làm yếu lực lượng của Sở. Dị Cơ nói:
Ngày xưa, vua Thang đánh Kiệt, phong con cháu Kiệt ở đất Kỷ. Vua Vũ vương đánh Trụ phong con cháu Trụ ở đất Tống. Nay nhà Tần bỏ điều đức nghĩa, tiêu diệt con cháu sáu nước, khiến cho họ không có tấc đất cắm dùi. Nếu đại vương quả thực lập lại được con cháu sáu nước, họ nhận được ấn rồi thì vua tôi, trăm họ tất cả đều mang ơn đức không ai không nô nức hâm mô đạo nghĩa của đại vương, thì đại vương quay mặt về hướng nam xưng bá, nước Sở nhất định phải khép áo đến chầu.
Lưu Bang nghe theo, sai ông đi khắc ấn. Dị Cơ chưa đi thì Trương Lương ở vào yết kiến. Nghe tin Lưu Bang chuẩn bị lập lại con cháu 6 nước, Trương Lương can rằng:
Đại vương khôi phục sáu nước, lập lại con cháu Hàn, Ngụy, Yên, Triệu, Tề, Sở thì những kẻ du sĩ trong thiên hạ đều trở về thờ vua của họ, theo thân thích của họ, quay về với những người quen thuộc của họ, với mồ mả ông cha của họ, vậy đại vương còn nhờ ai mà lấy được thiên hạ nữa? Nếu nước Sở mà mạnh nhất thì sáu nước được lập nên sẽ lại chịu khuất mà theo Sở. Như vậy đại vương làm sao mà bắt họ thần phục mình được?
Lưu Bang liền sai tiêu hủy ngay các ấn, không làm theo kế của ông nữa.
Hán vương Lưu Bang thường bị Hạng Vũ thường bị nguy khốn ở Vinh Dương, Thành Cao, muốn bỏ Thành Cao, đi về phía Đông, đóng ở đất Củng đất Lạc để chống quân Sở. Lịch Dị Cơ hiến kế:
Quân Sở lấy Vinh Dương, không lo giữ Ngao Thương mà lại đem quân đi về hướng Đông, sai những quân lính bị đày chia nhau giữ Thành Cao. Đó là trời cho nhà Hán vậy. Xin túc hạ mau mau tiến quân đánh Vinh Dương, giữ thóc lúa Ngao Thương, chẹn lấy cái hiểm của Thành Cao, chặn con đường Thái Hàng, chiếm cửa ải Phỉ Hồ, giữ bến Bạch Mã để tỏ cho chư hầu thấy cái thế mạnh về địa hình thì thiên hạ biết họ về với ai. Trong lúc này các nước Yên và Triệu đã bình định rồi, chỉ còn nước Tề là chưa lấy được. Điền Quảng chiếm cứ một nước Tề rộng ngàn dặm, Điền Gian cầm hai mươi vạn quân đóng ở Lịch Thành, dòng dõi họ Điền hùng mạnh, lại dựa vào biển, có các sông Hà, sông Tế che chở, phía Nam gần nước Sở. Người Tề hay thay đổi dối trá, túc hạ tuy phái đạo quân mấy chục vạn, nhưng chưa thể trong vòng một năm vài tháng mà phá được. Tôi xin phụng chiếu, thuyết phục vua Tề, khiến nước Tề theo Hán làm cái rào giậu phía Đông của Hán.
Lưu Bang khen hay, bèn làm theo kế của ông, giữ kho thóc Ngao Thương và sai ông đi du thuyết vua Tề.

## Thuyết Tề về Hán, bị Hàn tranh công
Lịch Dị Cơ đến nước Tề, nói với Tề vương Điền Quảng:
Nhà vua có biết thiên hạ sẽ về đâu không?
Không biết!
Nếu nhà vua biết thiên hạ sẽ về đâu thì có thể có được nước Tề, nếu không biết thiên hạ sẽ về đâu thì sẽ không giữ được nước Tề.
Vậy thiên hạ sẽ về đâu?
Về Hán.
Tại sao ông lại nói thế?
Hán vương cùng Hạng vương ra sức quay mặt về hướng Tây để đánh Tần. Theo giao ước, ai vào Hàm Dương trước thì người ấy được làm vương. Hán vương vào Hàm Dương trước, Hạng vương bội ước không cho Hán vương làm vương ở đấy mà cho làm vương ở Hán Trung... Hạng vương mang cái tiếng bội ước, giết Nghĩa đế, người ta lập được công thì Hạng vương không hề nhớ, người ta phạm tội thì Hạng vương không hề quên... Thiên hạ làm phản... Cho nên kẻ sĩ trong thiên hạ sẽ theo về Hán vương, cái đó, có thể ngồi mà tính được, Hán Vương đem quân tự đất Thục và đất Hán, bình định Tam Tần, vượt qua Tây Hà, cầm binh ở Thượng Đảng, xuống Tỉnh Hình giết Thành An Quân, phía Bắc Ngụy lấy ba mươi hai thành. Đó là binh của Xi Vưu, không phải sức con người làm được mà là cái phúc của trời. Nay Hán vương đã giữ được lúa của Ngao Thương, chặn lối Thành Cao hiểm trở, giữ bến Bạch Mã, chặn sườn núi Thái Hàng, nắm lấy cửa ải Phỉ Hồ. Thiên hạ ai theo sau thì sẽ bị mất trước. Nhà vua nên mau mau theo hàng Hán vương trước đi! Như thế thì xã tắc nước Tề có thể giữ được, nếu không hàng Hán vương thì cái cảnh nguy vong có thể đứng mà đợi nó đến.
Tề vương Điền Quảng cho là phải, bèn nghe lời Lịch Sinh, rút quân phòng giữ ở Lịch Hạ về, cùng Lịch Sinh suốt ngày đêm uống rượu say.
Trong khi đó Hàn Tín cũng đã nhận lệnh Lưu Bang đi đánh Tề, nghe tin Lịch Sinh đã dùng cách thuyết phục mà lấy được hơn bảy mươi thành cửa Tề, muốn dừng lại. Mưu sĩ của Hàn Tín là Khoái Triệt khuyên Tín nên đánh úp lấy nước Tề để lập công. Hàn Tín nghe theo, đang đêm đưa binh vào bình nguyên, đánh úp nước Tề.
Vua Tề là Điền Quảng nghe tin quân Hán đã đến, cho rằng Lịch Sinh đã lừa mình, bèn gọi ông đến nói:
Nếu nhà ngươi có thể làm cho quân Hán dừng lại thì ta sẽ cho nhà ngươi sống. Nếu ngươi làm không được thì ta sẽ nấu nhà ngươi.
Lịch Dị Cơ nói:
Làm việc lớn thì không xét việc nhỏ, gặp cái đức lớn thì không nhường và từ chối, sao ông không làm lại còn nói thế?
Tề vương Quảng bèn sai mang ông bỏ vào vạc nấu chết, rồi đem binh bỏ chạy về hướng đông. Không lâu sau, Hàn Tín phá viện binh Sở đến cứu Tề, bắt giết Tề vương Quảng.
Năm 195 TCN, khi phong các hầu và các công thần, Lưu Bang nhớ đến Lịch Dị Cơ, cho nên con của Lịch Dị Cơ là Lịch Giới (酈疥) mấy lần cầm binh, tuy công chưa đáng phong hầu nhưng vì cha có công nên nhà vua phong Giới làm Cao Lương hầu (高粱侯), về sau lại đổi làm Vũ Toại hầu.